# Villa Alsace
La villa Alsace, bâtie en 1914, est située 7 rue Jeanne-d'Albret à La Rochelle, en France. L'immeuble a été inscrit au titre des monuments historiques en 1992.

## Historique
En 1914, la villa est construite pour les armateurs Feydel par l'architecte municipal Pierre Grizet. Elle a abrité le consulat du Chili. 
Le bâtiment est inscrit au titre des monuments historiques par arrêté du 11 décembre 1992.

## Architecture

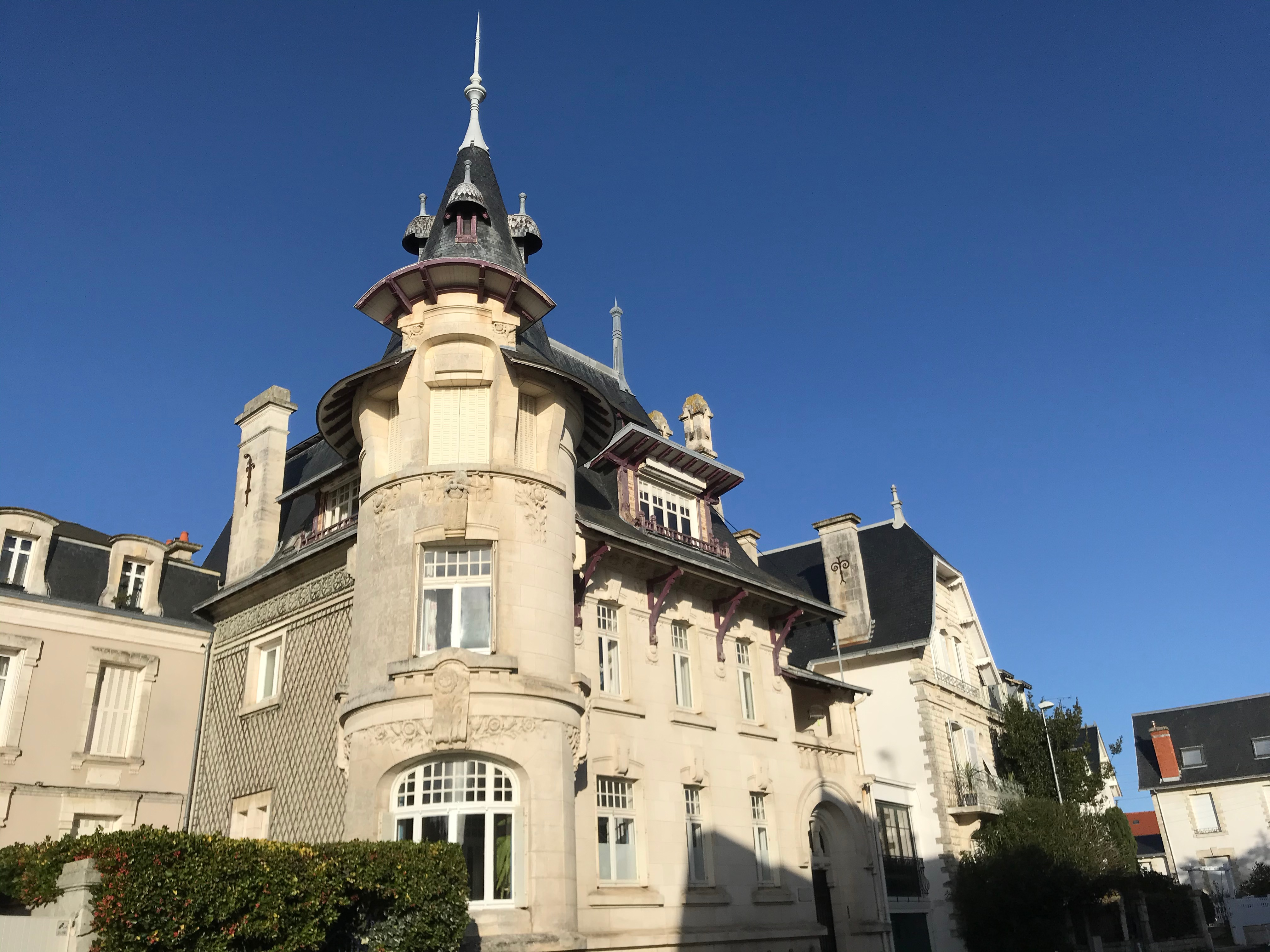